# Marvel's Midnight Suns
Marvel's Midnight Suns è un videogioco strategico a turni del 2022 sviluppato da Firaxis Games e pubblicato da 2K Games per PlayStation 5, Xbox Series X e Series S e Microsoft Windows. Il gioco è stato successivamente distribuito per PlayStation 4 e Xbox One, mentre la versione annunciata per Nintendo Switch non è stata commercializzata.

## Modalità di gioco
Midnight Suns prevede 13 personaggi, di cui uno introdotto nell'universo Marvel con il videogioco. Oltre ad Hunter, figlia di Lilith, sono presenti membri dei Vendicatori, degli X-Men e dei Runaways tra cui Iron Man, Capitan America, Capitan Marvel, Dottor Strange, Blade, Nico Minoru, Magik, Ghost Rider e Wolverine. Tramite DLC sono stati aggiunti i personaggi di Deadpool, Venom, Morbius e Tempesta.

## Accoglienza
In un'intervista a Jason Schreier di Bloomberg, Strauss Zelnick  CEO di Take Two Interactive ha confermato il flop del gioco attribuendo le scarse vendite alla finestra di pubblicazione del gioco.